# Thomas Thynne (2e marquis de Bath)
Thomas Thynne, 2e marquis de Bath (25 janvier 1765 - 27 mars 1837), titré vicomte Weymouth de 1789 à 1796, est un pair britannique.

## Biographie
Il est le fils aîné de Thomas Thynne (1er marquis de Bath) et d'Elizabeth Cavendish-Bentinck. Il devient marquis en 1796 à la mort de son père.
Il fait ses études au Winchester College et est admis comme noble au St John's College de Cambridge en 1785 et obtient son diplôme de maîtrise en 1787.
Entre 1786 et 1790, il est député (conservateur) de Weobley. Il siège ensuite à Bath de 1790 à 1796. Il est Lord Lieutenant du Somerset entre 1819 et 1837 et est investi chevalier de la jarretière le 16 juillet 1823.

## Mariage et descendance
Il épouse Isabella Elizabeth Byng, fille de George Byng (4e vicomte Torrington), le 14 avril 1794. Ils ont onze enfants:
- Elizabeth Thynne (27 février 1795 - 16 février 1866); elle épouse John Campbell (1er comte Cawdor), le 5 septembre 1816. Ils ont sept enfants.
- Thomas Thynne, vicomte Weymouth (9 avril 1796 - 16 janvier 1837); il épouse Harriet Matilda Robbins le 11 mai 1820.
- Henry Thynne (3e marquis de Bath) (4 mai 1797 - 24 juin 1837); il se marie avec Harriet Baring le 10 avril 1830. Ils ont quatre enfants.
- John Thynne (7 novembre 1798 - 9 février 1881); il épouse Anne Beresford le 2 mars 1824. Ils ont neuf enfants.
- Louisa Thynne (25 mars 1801 - 7 novembre 1859); elle s'est mariée avec Henry Lascelles (3e comte de Harewood) le 5 juillet 1823. Ils ont treize enfants.
- William Thynne (17 octobre 1803 - 30 janvier 1890); il épouse Belinda Brumel le 19 décembre 1861.
- Francis Thynne (20 janvier 1805 - 29 mai 1821)
- Edward Thynne (en) (23 janvier 1807 - 4 février 1884), épouse d'abord Elizabeth Mellish et en secondes noces Cecilia Anne Mary Gore.
- George Thynne (25 décembre 1808 - 19 juin 1832)
- Charlotte Anne Thynne (en) (10 avril 1811 - 18 mars 1895); elle épouse Walter Montagu Douglas Scott, 5e duc de Buccleuch le 13 août 1829. Ils ont sept enfants.
- Le révérend Charles Thynne (9 février 1813 - 11 août 1894); il épouse Harriet Bagot le 18 juillet 1837. Ils ont deux enfants, dont Gertrude Thynne qui épouse Valentine Browne (4e comte de Kenmare).

Il décède en 1837, à l'âge de 72 ans. Il est enterré à son domicile, Longleat House. Son fils aîné, Thomas, est mort deux mois avant lui et son second fils, Henry, lui succède.